# 바바 기미히코
바바 기미히코(馬場公彦, ばば きみひこ, 1958년 -)는 일본의 편집자이자 중국학자이다.

## 인물 및 내력
나가노현(長野県) 이나시(伊那市) 출신으로 홋카이도 대학 대학원 동양철학연구과를 수료하였다. 35년 동안 이와나미 서점의 편집자를 맡았으며, 2013년 이와나미 현대전서 창간시에는 편집장이었다. 2010년 와세다 대학 대학원 아시아태평양연구과 박사과정을 만기 수료하였으며, 『전후 일본 논단에서 중국론의 변천 1945-1972 종합잡지관련기사 역년추이를 통하여」(戦後日本論壇における中国論の変遷1945-1972 総合雑誌関連記事の歴年推移をたどって)로 학술박사 학위를 받았다.
1983 - 1988년 주식회사 동방서점(株式会社東方書店), 1989 - 2019년 주식회사 이와나미 서점, 2019년부터 베이징 대학 외국어학원(外国語学院)의 외교(外教, 외국인 교사)로 일본어를 가르친다. 2015년부터 중국 전매대학(伝媒大学, 베이징) 신문전파학부 · 전파연구원 국제전파연구센터 명예교수를 맡았다. 전문은 동아시아론 · 중일관계론 그리고 미디어론이다.
2017년 한국의 서울에서 열린 서울국제도서전 참석을 위해 방한하였으며, 2017년 6월 16일 세미나에서 ‘이와나미쇼텐의 100년과 출판사업의 미래’에 대해 발표했다. 이 자리에서 그는 “저출산 등으로 인해 출판산업이 큰 어려움을 겪고 있지만 ▶온고지신의 콘텐트 개발 ▶해외 저작권 사업 ▶디지털 콘텐트 사업 등을 통해 활로를 모색하고 있다”고 하였다. 또한 2017년 6월 14일 고려대학교 아세아문화연구소와 글로벌일본연구원에서 공동으로 주최한 강연 「이와나미서점(岩波書店) 백년과 동아시아 지식교류-문고·신서· 『世界』 그리고 앞으로」, 16일에는 한림대학교 일본학연구소 주관으로 일송기념도서관 1층 일본학연구소에서 「전자서적의 활용을 통한 교육 및 연구 환경의 변화」를 주제로 설명 강연회를 열었다.
2017년 6월 12일과 13일 《한겨레》 및 《동아일보》와의 인터뷰에서 바바는 “일본도 한국처럼 학술 출판은 부수도 많지 않고 어렵기는 마찬가지다. 규모가 작은 곳들은 정부나 재단의 출판지원금이 없으면 생존이 어려운 곳들도 나타나고 있다”고 언급하며 “서로 닫혀 있던 학문 분야 간의 교류를 촉진해 공동작업을 만들어내는 ‘이와나미 강좌’ 시리즈가 출판사의 기획·편집의 힘을 보여줬다”, “토마 피케티의 《21세기 자본》, 가라타니 고진의 책들은 고가이면서도 상당히 잘 팔렸다. 결국 중요한 건 책의 내용”이라는 의견을 피력하였다. 또한 일본의 ‘혐한’ 기류에 대해서는 일본의 혐한·혐중 움직임에 “보고 싶지 않은 현실이다. 그런 책들이 왜곡하는 현실에서 올바른 역사가 쓰인 책을 출판해나가고 있다”고 비판하며“일본 사회는 계층 간 격차가 벌어진 뒤 타인을 용인하는 폭과 여유가 좁아졌다”며 “그게 가장 가까운 이웃인 한국에 대한 배외의식으로 표출되고 있다고 본다”고 말했다. 그러면서“한국, 일본, 중국 등 동아시아 3국의 인문사회과학 연구자들이 답을 내지 못한 테마, 즉 환경이나 포퓰리즘, 격차, 복지와 같은 공통의 문제를 함께 연구하는 게 돌파구가 되지 않을까 기대합니다.”라며 한중일 삼국간 관계에 대해서도“‘두 사람이 사이좋게 지내면 둘 다 이득이지만 싸우면 둘 다 손해’라는 중국 속담이 있지요. 1990년대 후반 이후 동아시아 출판계는 각국의 정치 경제적 발전에 따라 교류가 활발해지고 상호 의존이 강해졌습니다. 학술 교류의 확대는 3국 관계에 긍정적인 효과를 낼 것이라고 봅니다.”라고 하였다. 고려대학교에서 있었던 강연에서도 마찬가지로 "민간 여론에 의해 만들어진 배타적 민족주의를 배격해야 한다"며 "문화의 일방통행은 아시아 각국과 일본 사이의 문화마찰과 역사문제를 야기합니다. 동아시아 학자, 편집자, 출판사는 다른 나라의 책을 서로 출간하는 공동사업을 전개해야 합니다."라고 주장하였다.

## 저서
- 『「버마의 하프」를 둘러싼 전후』(『ビルマの竪琴』をめぐる戦後史) 호세이 대학 출판부, 2004.12
- 『전후 일본의 중국상 일본 패전에서 문화 대혁명 · 중일 국교 회복까지』(戦後日本人の中国像 日本敗戦から文化大革命・日中復交まで) 신요샤(新曜社), 2010.9
- 『현대 일본인의 중국상 중일국교정상화에서 천안문 사건 · 천황 방중까지』(現代日本人の中国像 日中国交正常化から天安門事件・天皇訪中まで) 신요샤, 2014.5
- 「세계사 속의 문화대혁명』(世界史のなかの文化大革命) 헤이본샤 신서 2018.9 - 2020년 한국의 AK(에이케이 커뮤니케이션즈)에서 장원철 번역으로 출간되었다.

## 논문
- <바바 키미 히코